# Altes Schloss (Eremitage)
Koordinaten: 49° 56′ 56,2″ N, 11° 37′ 29,5″ O

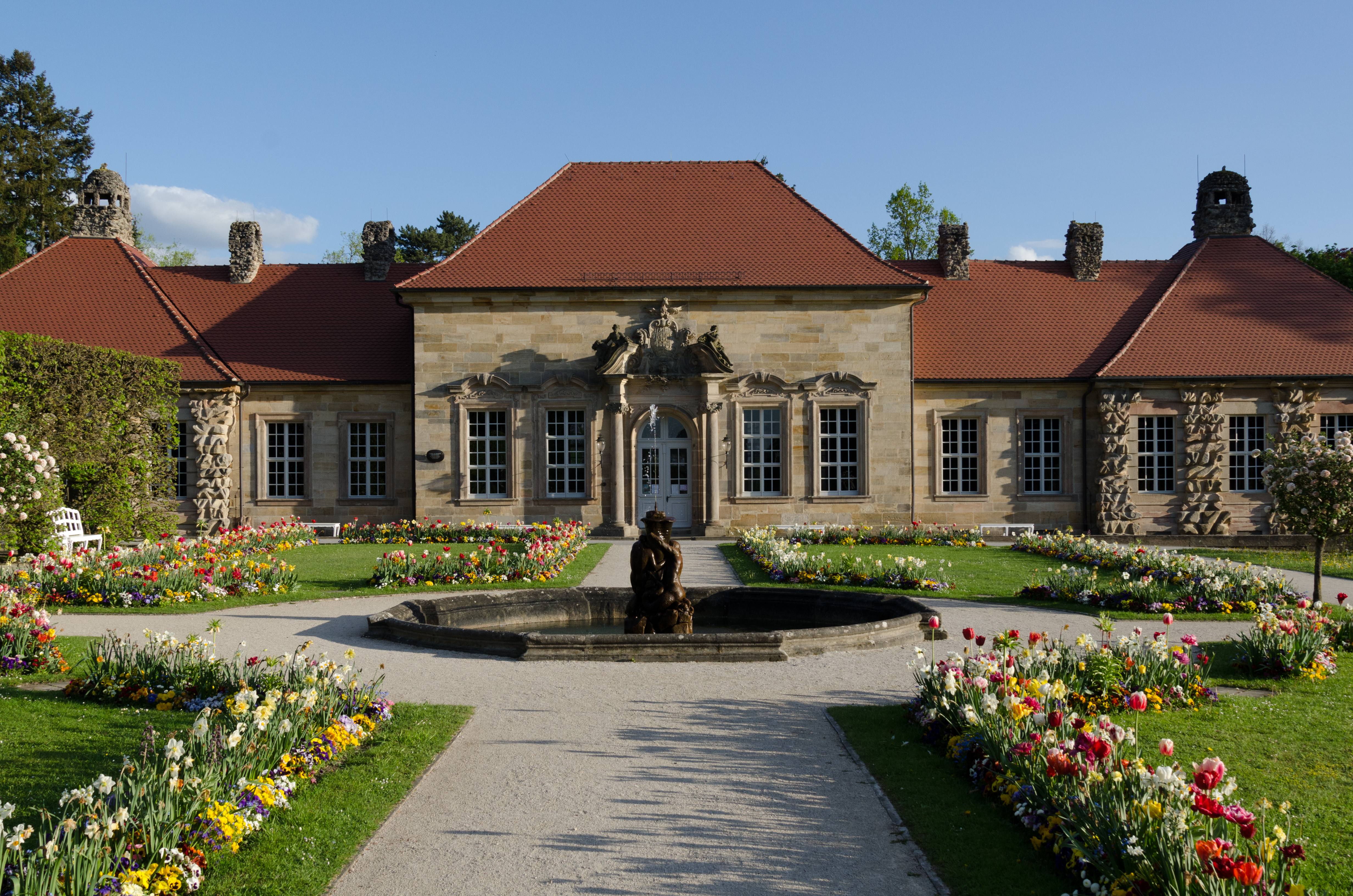
Altes Schloss der Eremitage

Das Alte Schloss ist eines der beiden Schlösser in der historischen Parkanlage Eremitage östlich des Ortsteiles Sankt Johannis der oberfränkischen Stadt Bayreuth. Das Gebäude ist nicht zu verwechseln mit dem Alten Schloss in der Innenstadt.

## Geschichte

### Anfänge
Das Waldgelände, das sich zuvor als Pfarrwald in kirchlichem Besitz befunden hatte, kam 1616 durch Kauf in den Besitz der Bayreuther Markgrafen. Ab 1664 ließ Markgraf Christian Ernst zunächst einen Tier- und Jagdgarten und später ein „Grott- und Brunnenhaus“ anlegen.
Das Alte Schloss wurde ab 1715 auf Befehl von Markgraf Georg Wilhelm als Lusthaus errichtet. Der Architekt war vermutlich der Landbauinspektor Johann David Räntz d. Ä., ein Schüler Paul Deckers. Die Bauleitung lag bei Johann Heinrich Endrich, der später sein eigenes Wohnhaus am Rande des Parks errichtete (später bekannt als Monplaisir). Das Schloss wurde als Vierflügelanlage errichtet, die man im Süden durch eine kleine Grotte betrat. Im Nordflügel lagen neben den Räumen des Markgrafenpaares auch ein Festsaal, in Ost- und Westflügel befanden sich einfach gehaltene Eremitenwohnungen. Das Schloss war umgeben von Linden, vor dem Festsaal lag ein Parterre.
Die Eremitage war dem Markgrafen und einigen wenigen Höflingen vorbehalten. Der Hofstaat spielte ein Eremitenleben (daher auch der Name „Eremitage“) nach: man hielt sich tagsüber als Einsiedler in den im Wald verstreuten Eremitenhäuschen auf und traf sich abends im Festsaal des Schlosses.

### Umbau durch Markgräfin Wilhelmine

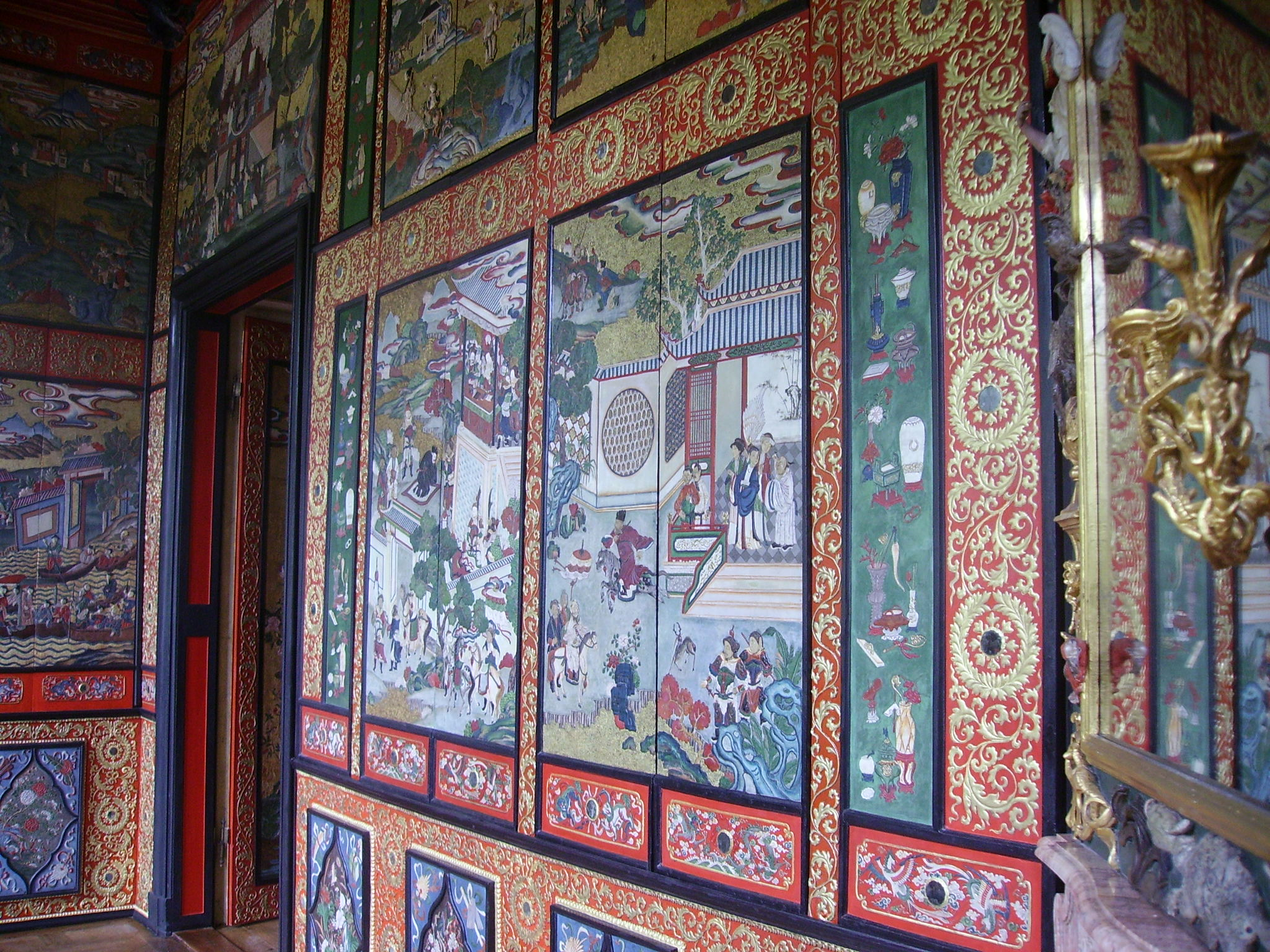
Japanisches Kabinett im Alten Schloss

1735 schenkte Markgraf Friedrich seiner Frau Wilhelmine die Eremitage zum Geburtstag, woraufhin diese das Schloss erweitern ließ. Sie ließ die Struktur Georg Wilhelms unangetastet, veränderte es jedoch nach ihrem Sinn: Die Eremitage sollte zu einem Ort der inneren Einkehr werden. Somit wurde die Nordseite um jeweils 5 Räume erweitert, sodass Markgraf und Markgräfin nunmehr jeweils über ein ganzes Appartement verfügten. Während die Eremitenzellen im Trakt des Markgrafen verblieben, wurden jene im Damenflügel zum künstlerischen Arbeitszimmer Wilhelmines. Der Ruinencharakter der Fassade wurde jedoch beibehalten. Unter den von Markgräfin Wilhelmine hinzugefügten Räumen befinden sich unter anderem das Japanische Kabinett, von dessen Lacktafeln zwei das Geschenk von Wilhelmines Bruder Friedrich II. waren, das Musikzimmer und das Chinesische Spiegelscherbenkabinett, in welchem sie ihre Memoiren verfasste.

### 19. Jahrhundert bis heute
Nachdem Bayreuth an Preußen gefallen war, lebte zunächst der preußische Minister Karl August Freiherr von Hardenberg in den Sommermonaten in der Eremitage, ab 1806 Prinzessin Friederike von Solms-Braunfels. Sie soll neues Mobiliar für das Alte Schloss angeschafft und einige Reparaturen in Auftrag gegeben haben, die Neuausstattung blieb jedoch unvollständig, da Bayreuth im Herbst gleichen Jahres von Napoleon erobert wurde.
1810 gelangte Bayreuth zu Bayern, woraufhin die Eremitage öfters als Ferienaufenthalt von Mitgliedern der bayerischen Königsfamilie diente. So verbrachte Herzog Pius in Bayern seit 1823 die Sommer in der Eremitage. 1851 besuchte König Maximilian II. für einige Wochen mit seiner Familie die Eremitage und ließ einige wenige Renovierungen durchführen. Zuletzt wohnte König Ludwig II. während der Richard-Wagner-Festspiele im August 1876 im Alten Schloss der Eremitage.

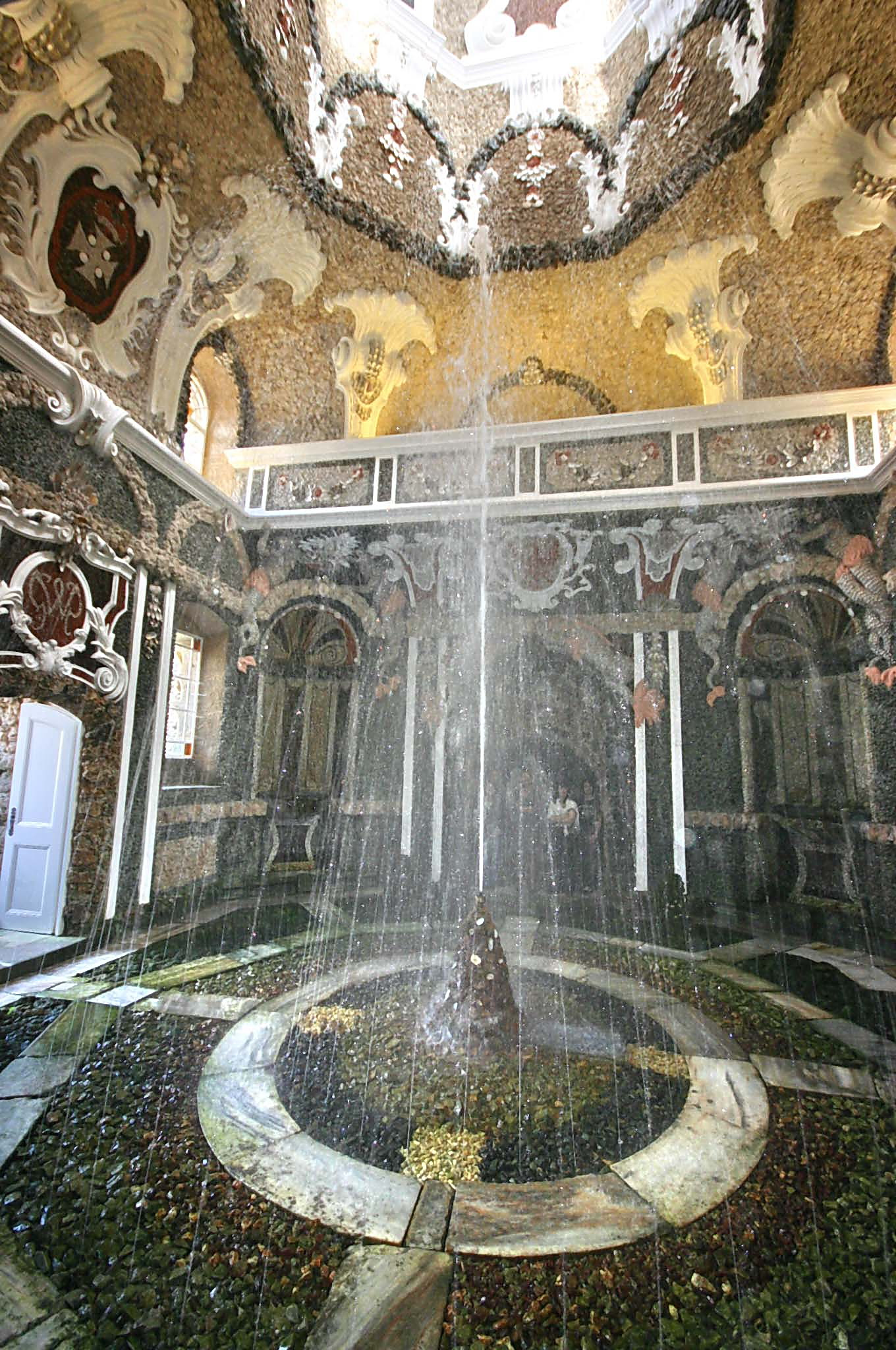
Innere Grotte im Alten Schloss

Von 1928 bis 1935 wurde das Alte Schloss restauriert, allerdings verfälschten die Maßnahmen zum Teil die historischen Zustände. Von 2005 bis 2009 wurde das Alte Schloss abermals restauriert, seitdem ist es im Rahmen von Führungen wieder zu besichtigen.